# Bombay Talkies

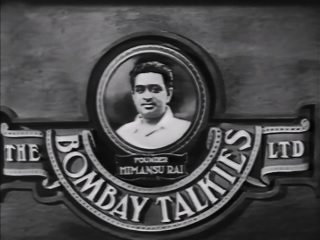
Logo en homenaje al fundador de Bombay Talkies que aparece en los créditos iniciales de Basant (1942)

The Bombay Talkies Limited, más conocida como Bombay Talkies, es un estudio de cine fundado en 1934 por Himanshu Rai y Devika Rani, junto con los empresarios F.E.Dinhsaw, Sir Firoze Sethna, entre otros, en Malad, un suburbio de Bombay (actual Bombay), India. Sus primeros productores a tiempo completo fueron Franz Osten y Niranjan Pal. Fue la primera compañía de cine de la India.

## Historia
Bombay Talkies fue fundada como un estudio de cine de alta tecnología para su época, con escenarios con la acústica apropiada, laboratorios, cuartos de edición y un teatro para previsualizar las imágenes. Pronto, Bombay Talkies surgió como una empresa bien organizada, autosuficiente y rentable. Así, declaraba dividendos y bonos y, en su apogeo, mantuvo una buena posición en su cotización en la Bolsa de Bombay.
Gracias a su asociación con técnicos europeos, particularmente alemanes, Bombay Talkies estableció un alto estándar técnico para la producción audiovisual en India. Asimismo, promovió a algunas de las más ilustres megaestrellas de la industria cinematográfica de la India, que incluía a Devika Rani, Ashok Kumar y Raj Kapoor. Bombay Talkies produjo películas sobre temas controversiales como la historia de amor entre una muchacha intocable y un muchacho brahmán, una casta superior, en Achhut Kanya. Otras películas notables de ese primer período incluyeron a Jawani ki Hawa (1935), protagonizada por Devika Rani, y Jeevan Naiya (1936), una película romántica protagonizada por Devika Rani y Ashok Kumar.
Tras el estallido de la Segunda Guerra Mundial en 1939, Bombay Talkies debió enfrentar varios problemas que ocasionaron una crisis nerviosa y subsecuente retiro de Himanshu Rai, el fundador y figura central del estudio. El control de la compañía pasó a manos de su esposa, Devika Rani, quien asumió también el control de la producción de los Estudios Bombat. Devika Rani continuó con la tradición de Bombay Talkies, con películas tales como Kangan y Bandhan, y la contratación de artistas famosos como Madhubala y Dilip Kumar. 
Se produjo una ruptura entre Devika Rani y sus socios, Sashadhar Mukherjee y Ashok Kumar, disputa que concluyó en el alejamiento de Sashadhar Mukherjee quien formó Filmistan y en el declive y eventual quiebra del estudio. Ashok Kumar y Mukherjee compraron el estudio después de que Devika Rani lo abandonara y trataron de salvarlo al producir la exitosa película Mahal en 1949; sin embargo, la compañía cerró finalmente en 1954.
Actualmente, los locales de Bombay Talkies se encuentran en bienes esparcidos y han perdido su gloria pasada, aunque algunas empresas de pequeña escala operan en ellos.

## Cronología
- 1934: Fundación de Bombay Talkies.
- 1935: Jawani ki Hawa, un thriller protagonizado por Devika Rani.
- 1936: Jeevan Naiya, película debut de Ashok Kumar y producción de otra famosa película titulada Achhut Kanya.
- 1940: Muerte de Himanshu Rai, fundador de Bombay Talkies
- 1942: Debut de Madhubala como actriz infantil en el personaje Baby Mumtaz de la película Basant.
- 1943: Kismet, un thriller exitoso.
- 1945: Devika Rani se aleja de la industria cinematográfica.
- 1948: Primer éxito de Dev Anands con Ziddi.
- 1949: Mahal, un éxito producido por la "nueva administración" de los antiguos socios Ashok Kumar y Sashadhar.
- 1954: Bombay Talkies cierra.